# 美因弗兰肯大区
美因弗兰肯大区（德语：Gau Mainfranken），于1929年3月1日成立为下弗兰肯大区（德语：Gau Unterfranken），并于1935年7月30日更名为美因弗兰肯大区，是纳粹德国在巴伐利亚下弗兰肯行政区建立的一个大区，存在于1933年到1945年之间。在此之前，从1929年到1933年，是纳粹党在该地区的党代表区。
1. ↑  Bayrisches Landesamt für Statistik, accessed 26 June 2008.